# Parasericostoma drepanigerum
Parasericostoma drepanigerum là một loài Trichoptera thuộc họ Sericostomatidae. Chúng phân bố ở vùng Tân nhiệt đới.